# Homolobus inopinus
Homolobus inopinus är en stekelart som beskrevs av Van Achterberg 1979. Homolobus inopinus ingår i släktet Homolobus och familjen bracksteklar. Inga underarter finns listade i Catalogue of Life.